# 1970 (numero)
Millenovecentosettanta (1970) è il numero naturale dopo il 1969 e prima del 1971.

## Proprietà matematiche
- È un numero pari.
- È un numero composto da 8 divisori: 1, 2, 5, 10, 197, 394, 985, 1970. Poiché la somma dei suoi divisori (escluso il numero stesso) è 1594 < 1970, è un numero difettivo.
- È un numero sfenico.
- È un numero palindromo e un numero ondulante nel sistema posizionale a base 14 (A0A)
- È un numero intero privo di quadrati.
- È un numero odioso.
- È parte delle terne pitagoriche (280, 1950, 1970), (946, 1728, 1970), (1182, 1576, 1970), (1392, 1394, 1970), (1970, 4728, 5122), (1970, 38784, 38834), (1970, 194040, 194050), (1970, 970224, 970226).

## Astronomia
- 1970 Sumeria è un asteroide della fascia principale del sistema solare.

## Astronautica
- Cosmos 1970 è un satellite artificiale russo.